# Fayetteville (Arkansas)
Fayetteville é a segunda cidade mais populosa no estado americano do Arkansas, localizada no Condado de Washington, do qual é sede. Foi incorporada em 1836.

## Geografia
De acordo com o Departamento do Censo dos Estados Unidos, a cidade tem uma área de 143,8 km², dos quais 140,2 km² estão cobertos por terra e 3,6 km² (2,5%) por água.

### Localidades na vizinhança
O diagrama seguinte representa as localidades num raio de 16 km ao redor de Fayetteville.

## Demografia
Desde 1900, o crescimento populacional médio, a cada dez anos, é de 32,0%.

### Censo 2020
De acordo com o censo nacional de 2020, a sua população é de 93 949 habitantes e sua densidade populacional é de 670 hab/km². Seu crescimento populacional na última década foi de 27,7%, bem acima do crescimento estadual de 3,3%. É a segunda cidade mais populosa do estado, ultrapassando Fort Smith. Sua região metropolitana possui 546 725 habitantes.
Possui 43 795 residências que resulta em uma densidade de 312,3 residências/km² e um aumento de 21,0% em relação ao censo anterior. Deste total, 10,1% das unidades habitacionais estão desocupadas. A média de ocupação é de 2,4 pessoas por residência.

### Censo 2010
Segundo o censo nacional de 2010, a sua população era de 73 580 habitantes e sua densidade populacional de 527,57 hab/km². A cidade possuía 36 188 residências que resultava em uma densidade de 259,47 residências/km². Era a terceira cidade mais populosa do Arkansas.

## Galeria de imagens

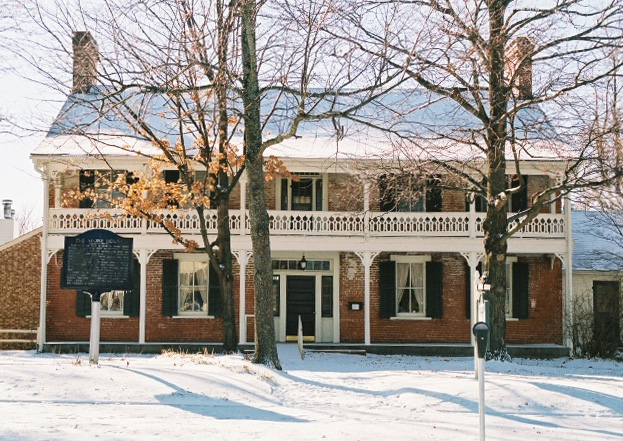
The Stone House, Fayetteville
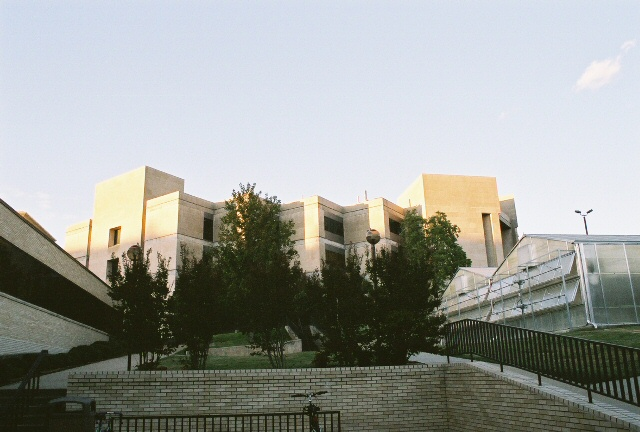
Bell Engeneering Center da Universidade do Arkansas em Fayetteville
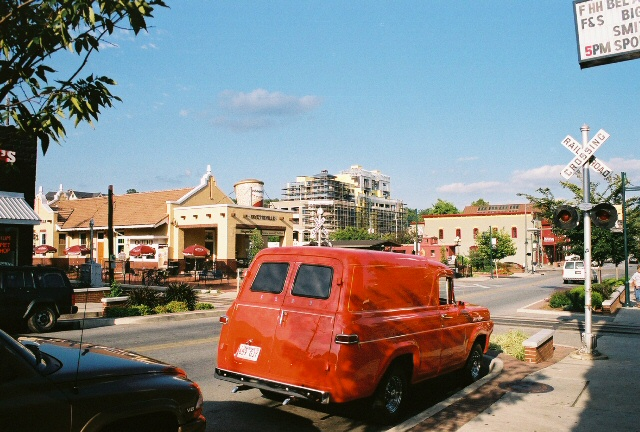
Cruzamento de trem na Dickson Street, Fayetteville